# Borneohaai
De borneohaai (Carcharhinus borneensis) is een haai uit de familie van de requiemhaaien.

## Beschrijving
De Borneohaai is (was?) een kleine en vrij slanke haai met een maximumlengte van mogelijk 100 cm. Het langste exemplaar dat wetenschappelijk werd onderzocht was slechts 70 cm. De haai is bruin gekleurd op de rug en hij heeft een witte buik. De uiteinden van de voorste rugvin en de staartvin zijn donker, terwijl de randen van de borstvinnen en buikvinnen wit zijn.
De eerste rugvin is groot en afgerond en de tweede rugvin is relatief klein. Ook de borstvinnen zijn klein en sikkelvormig. Zoals alle haaien uit dit geslacht heeft de Borneohaai vijf kieuwspleten en geen spuitgat. De Borneohaai is niet gevaarlijk voor de mens.

## Status
Er zijn maar heel weinig waarnemingen van de Borneohaai; de laatste wetenschappelijk bevestigde gevallen dateren van 1937. De haai komt niet voor in de inventarisaties van een aantal belangrijke, ter zake kundige instellingen waaronder de "WWF shark biodiversity study" van de Filipijnen uit 2000/01. De haai kwam voor in wateren waar de visserijdruk van zowel kleinschalige, ambachtelijke visserij als grootschalige beroepsvisserij erg hoog was. Waarschijnlijk zijn deze activiteiten de Bornehaai fataal geworden.

## Synoniemen
- Carcharias borneensis - (Bleeker, 1858)[2]

Zwartsnuithaai (C. acronotus) · Zilverpunthaai (C. albimarginatus) · Grootsnuithaai (C. altimus) · Sierlijke haai (C. amblyrhynchoides) · Grijze rifhaai (C. amblyrhynchos) · Varkensooghaai (C. amboinensis) · Borneohaai (C. borneensis) · Koperhaai (C. brachyurus) · Tolhaai (C. brevipinna) · Nerveuze haai (C. cautus) · Pacifische kleinstaarthaai (C. cerdale) · Witwanghaai (C. dussumieri) · Zijdehaai (C. falciformis) · Kreekhaai (C. fitzroyensis) · Galapagoshaai (C. galapagensis) · Pondicherryhaai (C. hemiodon) · Fijntandhaai (C. isodon) · Gladtandzwarttiphaai (C. leiodon) · Stierhaai (C. leucas) · Zwartpunthaai (C. limbatus) · Oceanische witpunthaai (C. longimanus) · Hardsnuithaai (C. macloti) · C. macrops · Zwartpuntrifhaai (C. melanopterus) · Schemerhaai (C. obscurus) · Caribische rifhaai (C. perezii) · Zandbankhaai (C. plumbeus) · Atlantische kleinstaarthaai (C. porosus) · Zwartstiphaai (C. sealei) · Nachthaai (C. signatus) · Vlekstaarthaai (C. sorrah) · Australische zwartpunthaai (C. tilstoni)